# 414e régiment d'infanterie (France)
Pour les articles homonymes, voir 414e régiment.
Le 414e régiment d'infanterie (414e RI) est un régiment d'infanterie de l'Armée de terre française constitué en 1915 avec des blessés guéris et des jeunes soldats de la classe 1915 provenant des dépôts des 7e, 14e et 21e régions militaires (Besançon, Lyon, Épinal).
Les régiments dont le numéro est supérieur à 400 sont des régiments de marche.

## Création et différentes dénominations
Création : avril 1915.

## Chefs de corps
- Commandant le régiment : lieutenant-colonel Crétin
- Adjoint : capitaine Donati

## Historique des garnisons, combats et batailles du414eRI

### Première Guerre mondiale
Le 414e RI est créé le 31 mars 1915 en exécution d'une circulaire exigeant la création de nouvelles unités. Il se compose de 3 bataillons et 12 compagnies formés par différents dépôts du 14e corps d'armée.
- 1re compagnie formée par le dépôt du 52e régiment d'infanterie
- 2e compagnie formée par le dépôt du 75e régiment d'infanterie
- 3e compagnie formée par le dépôt du 140e régiment d'infanterie
- 4e compagnie formée par le dépôt du 157e régiment d'infanterie
- 5e compagnie formée par le dépôt du 22e régiment d'infanterie
- 6e compagnie formée par le dépôt du 30e régiment d'infanterie
- 7e compagnie formée par le dépôt du 97e régiment d'infanterie
- 8e compagnie formée par le dépôt du 99e régiment d'infanterie
- 9e compagnie formée par le dépôt du 17e régiment d'infanterie
- 10e compagnie formée par le dépôt du 23e régiment d'infanterie
- 11e compagnie formée par le dépôt du 133e régiment d'infanterie
- 12e compagnie formée par le dépôt du 158e régiment d'infanterie
- Compagnie de mitrailleuses formée par les dépôts des 97, 99 et 158e régiments d'infanterie
- Compagnie hors-rang formée par le dépôt du 17e régiment d'infanterie

#### Affectations
- 155e Division d’Infanterie jusqu'au 15 avril 1915
- 154e Division d’Infanterie du 15 avril 1915 à novembre 1918
  - 309e brigade jusqu'en décembre 1916

#### 1915

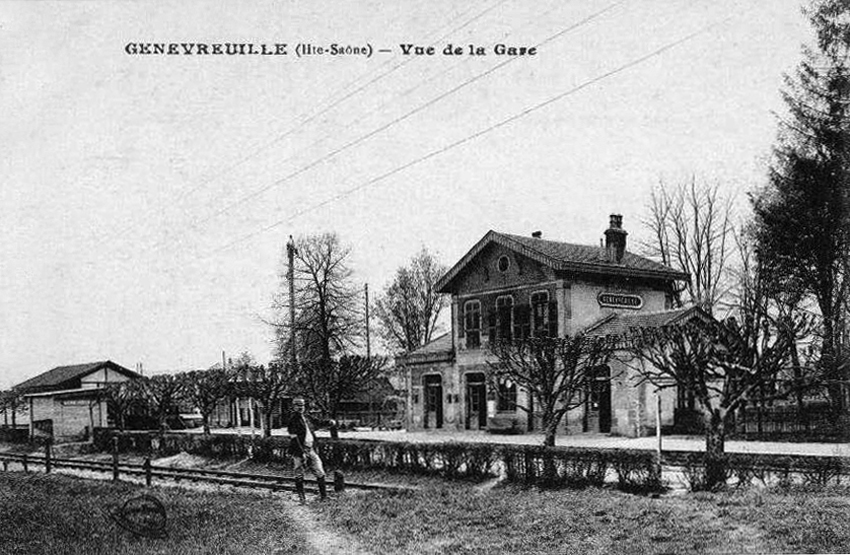
La gare de Genevreuille ou débarque le RI le 5 décembre 1915.

Une fois formé, le régiment arrive à Creil le 15 avril.
- 28 novembre : Le 414e quitte Souchez, sur le front d'Artois, pour Valhuon, Huclier.
- 3 décembre : le régiment embarque en train à Brias et passant par Amiens, Le Bourget, Nogent-sur-Seine, Bar-sur-Aube, Chaumont, Langres et Vesoul puis débarque le 5 décembre à Genevreuille et part cantonner à Vouhenans puis à Vy-lès-Lure puis Étobon-Chenebier.

#### 1916

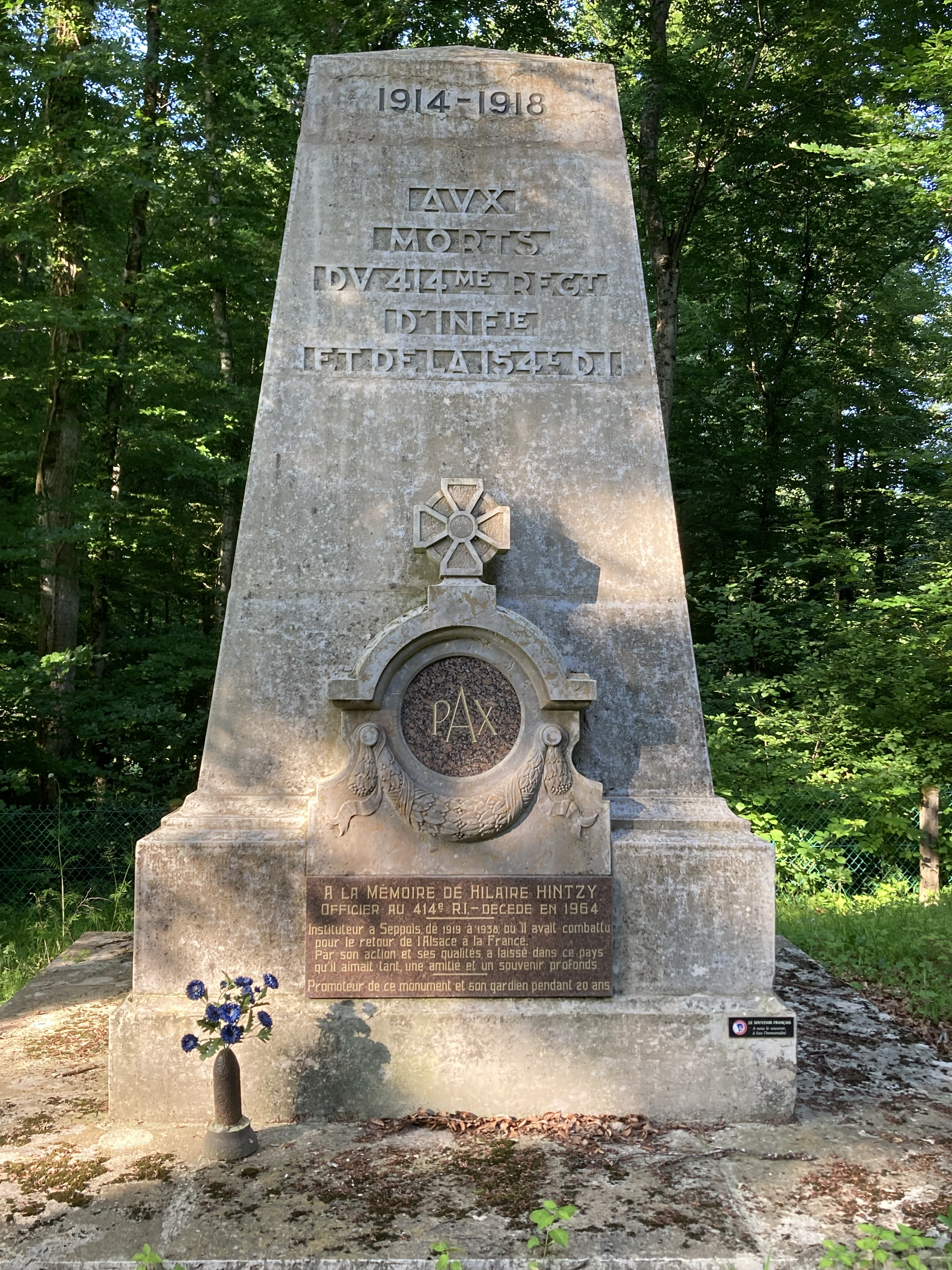
Monument aux morts 14-18 du 414e RI en mémoire des combats du 3 mars 1916 à Seppois-le-Haut.

- Le 9 janvier le 414e RI quitte Étobon-Chenebier pour le camp d'Arches afin d'y subir un entrainement. Par voie de terre il quitte Étobon-Chenebier, passe par Mélisey, Magnivray-Esboz-Brest, Fougerolles, et arrive au camp d'Arches le 12 janvier au soir ou il est réparti dans les cantonnements de Raon-Basse, Raon-aux-Bois, la Raconne et la Hutte-Baret. Il est ensuite envoyé en Haute-Alsace pour y effectuer des opérations de diversion. Un monument aux morts, édifié durant l'entre-deux-guerres à Seppois-le-Haut dans le Haut-Rhin, rappelle cet épisode[2]. Le régiment est ensuite affecté à Verdun dans le cadre de la noria des troupes engagées dans cette bataille.

#### 1917
- Le régiment combat dans la Somme puis au Chemin des Dames (Craonne / Plateau de Californie).

#### 1918
Le 414e RI participe à la bataille de Reims et semble rester dans le secteur jusqu'à la fin de la guerre.
De nombreux blessés de ce régiment semblent être pris en charge au secteur ambulance 3/82 de la ferme de Cuperly.

## Drapeau
Il porte, cousues en lettres d'or dans ses plis, les inscriptions suivantes :
- Artois 1915
- Flandres 1918
- Somme-Py 1918

## Personnalités ayant servi au414eRI
- René Dalize (1879-1917) - Écrivain, poète, ami de Guillaume Apollinaire ; il crée avec Jean Le Roy et François Bernouard un journal de tranchées, Les Imberbes, qui a pour sous-titre « paraissant de temps à autre et longtemps s'il plaît à M.M. les Allemands » ; il y publie sa Ballade du pauvre Macchabé mal enterré ; tué au Chemin des Dames en mai 1917
- Pierre-Gabriel Martin (1882-1918), auteur du poème célèbre "Saint-Poilu", tué à Locre (Belgique) en avril 1918.
- François Bernouard (1884-1949), poète, typographe, imprimeur, éditeur et dramaturge.
- Marc Boasson (1886-1918), sergent au régiment, tué à Locre le 29 avril 1918. Son nom est inscrit au Panthéon dans la liste des 560 écrivains morts pour la France.
- Jean Le Roy (1894-1918), poète.